# 火星任務 (小說)
《火星任務》（英語：The Martian）是美國作家安迪·威爾所著的科幻小說。最初，威爾2011年以電子書的形式自費出版此書。2014年由Crown Publishing購買其版權，才正式出版實體書，出版後小說大受歡迎，二十世紀福斯已經購買電影版權，由德魯·戈達德改編成電影劇本，雷利·史考特執導，麥·迪文主演，2015年10月2日在北美上映，2015年11月26日在大陆上映。

## 故事簡介
瓦特尼是火星探索計劃戰神三號的其中一位太空人，在火星執行任務期間，他們遇上了大風暴，要緊急撤離，只是瓦特尼發生意外，未能搭上接駁小艇，結果獨自一人留在火星上。瓦特尼利用居住艙剩餘的物資，及發揮其植物學家的知識，在火星上栽種馬鈴薯，他用盡身邊所有的資源希望能捱到下一次火星任務戰神四號的到來。瓦特尼從廢棄的火星拓荒者號取得通訊器材，成功與地球上的NASA聯絡，NASA為瓦特尼提供更多的資訊，以確保瓦特尼能繼續生存，另一方面噴射推進實驗室則研究如何拯救他。NASA最終決定借助中國酒泉衛星發射中心的推進器，讓戰神三號的隊員，返回火星，接載瓦特尼回到地球。

## 獲獎
- 2015年第46屆星雲賞海外部門長篇作品[2]

## 評價
- 休·豪伊（Hugh Honey 《羊毛記》作者、紐約時報暢銷作家）：「幾百年沒看過這麼好看的小說了！知識與娛樂兼具，小說所有的精彩元素它全包了。翻開書之前最好要有準備，肯定立刻就會被吸引住！」
- 克里斯·哈德菲爾（Chris Hadfield 加拿大太空人、《一位太空人給地球人的建議》作者）：「哇，我從沒想過會有這樣的情況！作者太有創意了，好像『馬蓋先』登上了儒勒.凡爾納的《神秘島》，我一開始看就沒辦法放下這本書了。」
- 道格拉斯.普萊斯頓（Douglas Preston 《超自然謎殺三部曲》作者、紐約時報暢銷冠軍）：「好久沒看到這麼特別的『驚悚』小說了，感覺是如此真實又緊張，程度大概是《阿波羅13號》的十倍吧！」
- 恩斯特.克萊恩（Ernest Cline 《一級玩家》作者、紐約時報暢銷作家）：「威爾精心設計了一個『火星生存遊戲』，參賽者就是馬蓋先，這樣的內容整個打中我啊，怎麼可能不看！」
- 拉瑞·尼文（Larry Niven 科幻大師、雨果獎與星雲獎得獎作家）：「太空版《魯賓遜漂流記》，而且寫得更棒！」
- 派翠克.李（Patrick Lee 《狂野時速》作者、紐約時報暢銷作家）：「作者抓準了閱讀的節奏和張力，從第一頁到最後一頁都緊緊吸住讀者，而且內容實在描寫得太寫實了，差點就要相信這一切都是真的！」
- 史蒂夫.貝利（Steve Berry 《哥倫布軼事》作者、紐約時報暢銷作家）：「主角是堅強又膽識的21世紀魯賓遜，只不過他跑到火星上了！要看這本書之前最好安排一下你的行程，因為你絕對不會想看到一半被打斷的！」

## 外部連結
- 《火星救援》原著小说讲了个怎样的故事 （页面存档备份，存于） 2015年9月30日

1. ↑  .   [2015-10-26]. （原始内容存档于2015-12-25）.
2. ↑  .   [2021-09-19]. （原始内容存档于2021-10-19）.